# Grellingen
Grellingen ist eine politische Gemeinde und ein Dorf im Bezirk Laufen des Kantons Basel-Landschaft in der Schweiz.

## Name
In der Region rund ums Rheinknie bei Basel finden sich verbreitet Ortsnamen mit der Endung «‑ingen». Diese werden auf die Besiedlung durch die Alamannen im Frühmittelalter zurückgeführt. Von Grellingen wird vermutet, dass ein alamannischer Sippenführer namens Grello ihm den Namen gab. Belegen lässt sich dies aber nicht. Urkundlich erwähnt wird Grellingen erstmals am 18. August 1274. Früher wurden für die verschiedenen Dörfer auch Dorf-Beinamen verwendet, so für Grellingen «die Brääglede».

## Geographie

Luftbild von Werner Friedli (1954)

Grellingen liegt im unteren Laufental und gehört seit 1994 zum Kanton Basel-Landschaft und liegt südlich von Basel, an der Eisenbahnstrecke Basel–Delémont. Bis zur Stadt Basel sind es 15 Kilometer. Der Bezirkshauptort Laufen liegt 9 Kilometer westlich.
Die Fläche der Gemeinde beträgt 329 Hektaren, davon sind 56 Hektaren Wald, 20 Hektaren Landwirtschaftsfläche, 21 Hektaren Siedlungen und 3 Hektaren unproduktiv (Stand 2014/15).

## Geschichte

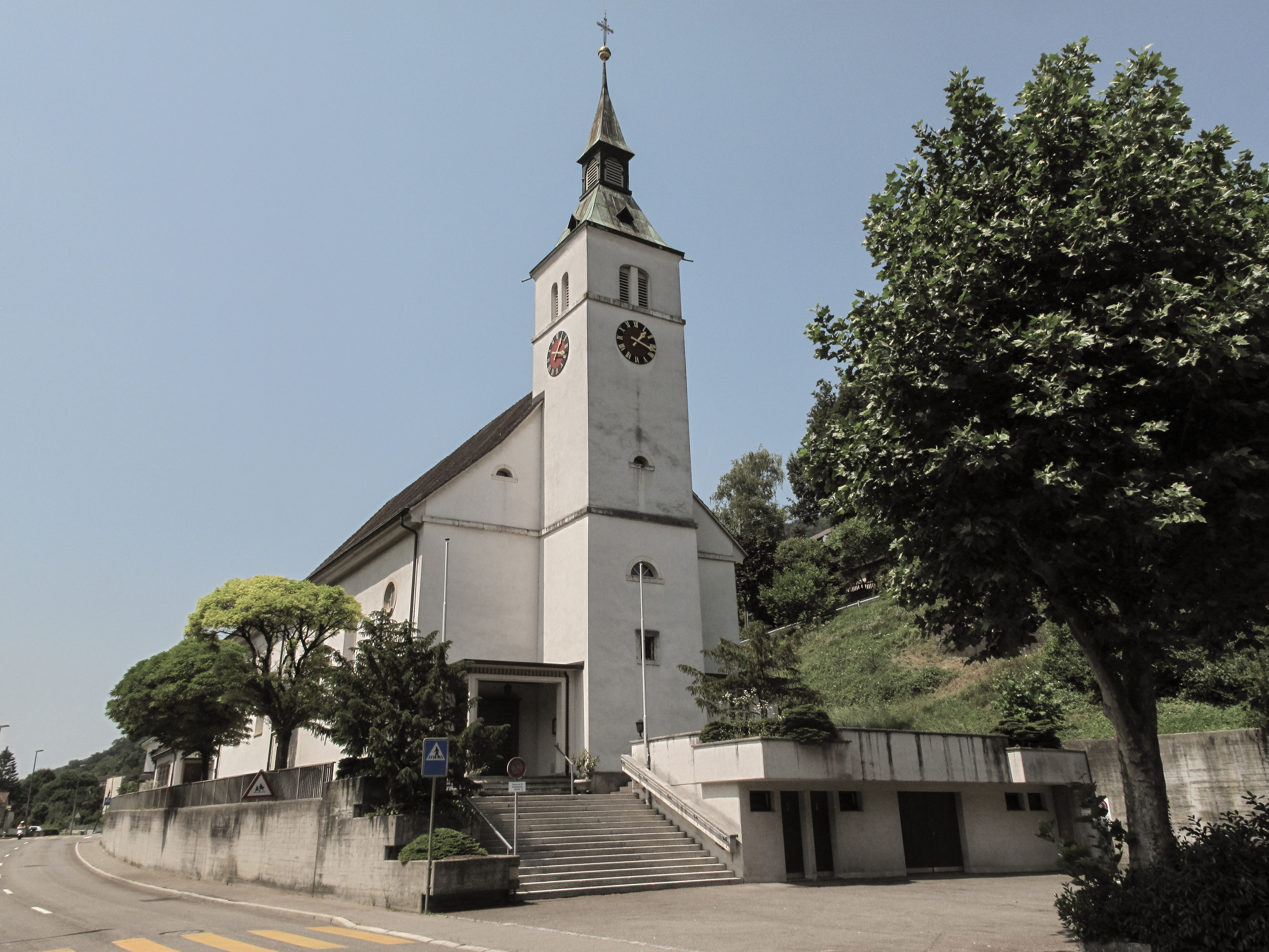
Die St. Laurentiuskirche

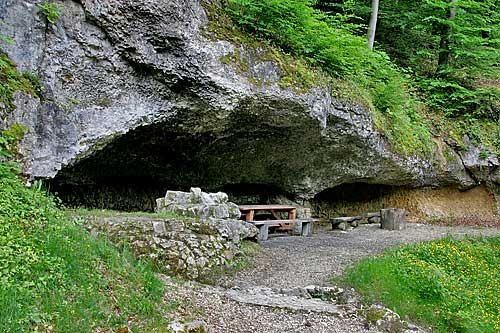
Höhle im Chessiloch bei Grellingen

Die ältesten Funde sind etwa 12'000 Jahre alt. Werkzeuge und zerschlagene Knochen von Tieren aus der Würmeiszeit wurden im Chaltbrunnetal und bei den «Wachtfelsen», im Westen von Grellingen gefunden. 2012 wurden beim Bau einer Waldstrasse beim Wachtfelsen unabsichtlich Fundschichten zerstört. Diese Höhlen und Felsvorsprünge im Chessiloch boten den steinzeitlichen Jägern und Sammlern Schutz vor dem Wetter.
Auf dem Schmälzeried, einer kleinen Hochebene nördlich des Dorfkerns, sowie auf dem «Neutal», dem gegenüberliegenden Berghang, wurde die Anwesenheit von Römern dokumentiert. Es soll sich dabei um eine «Römervilla» handeln.
Das Tal wurde danach von den Alamannen besiedelt, kam unter fränkische Herrschaft und wechselte schliesslich in burgundischen Besitz. Um das Jahr 1000 wechselte Grellingen auf Grund einer Schenkung in den Besitz des Fürstbischofs von Basel über, wo es für die nächsten 800 Jahre blieb.
1792 fielen die Franzosen unter Napoleon Bonaparte ein. 1793 erfolgte der Anschluss an Frankreich. Am Wiener Kongress 1815 wurde das Fürstbistum Basel aufgeteilt. Das Birseck kam zu Basel, das Laufental und der Jura wurden dem Kanton Bern, als Entschädigung für die verlorene Waadt und den Aargau, zugeschlagen.
Um diesen Entscheid ranken sich viele Gerüchte, die bis heute in der Bevölkerung weitergetragen werden. So soll das Laufental aus Versehen dem französischsprachigen Jura zugerechnet worden sein, weil auf den massgebenden Karten «Laufon» statt «Laufen» gestanden habe. Ein anderes Gerücht besagt, dass die Herren von Wessenberg, ehemalige Schlossherren zu Burg im Leimental, in Wien dafür besorgt waren, dass ihr Stammhaus im Laufental nicht an die alte Rivalin Basel fiel.

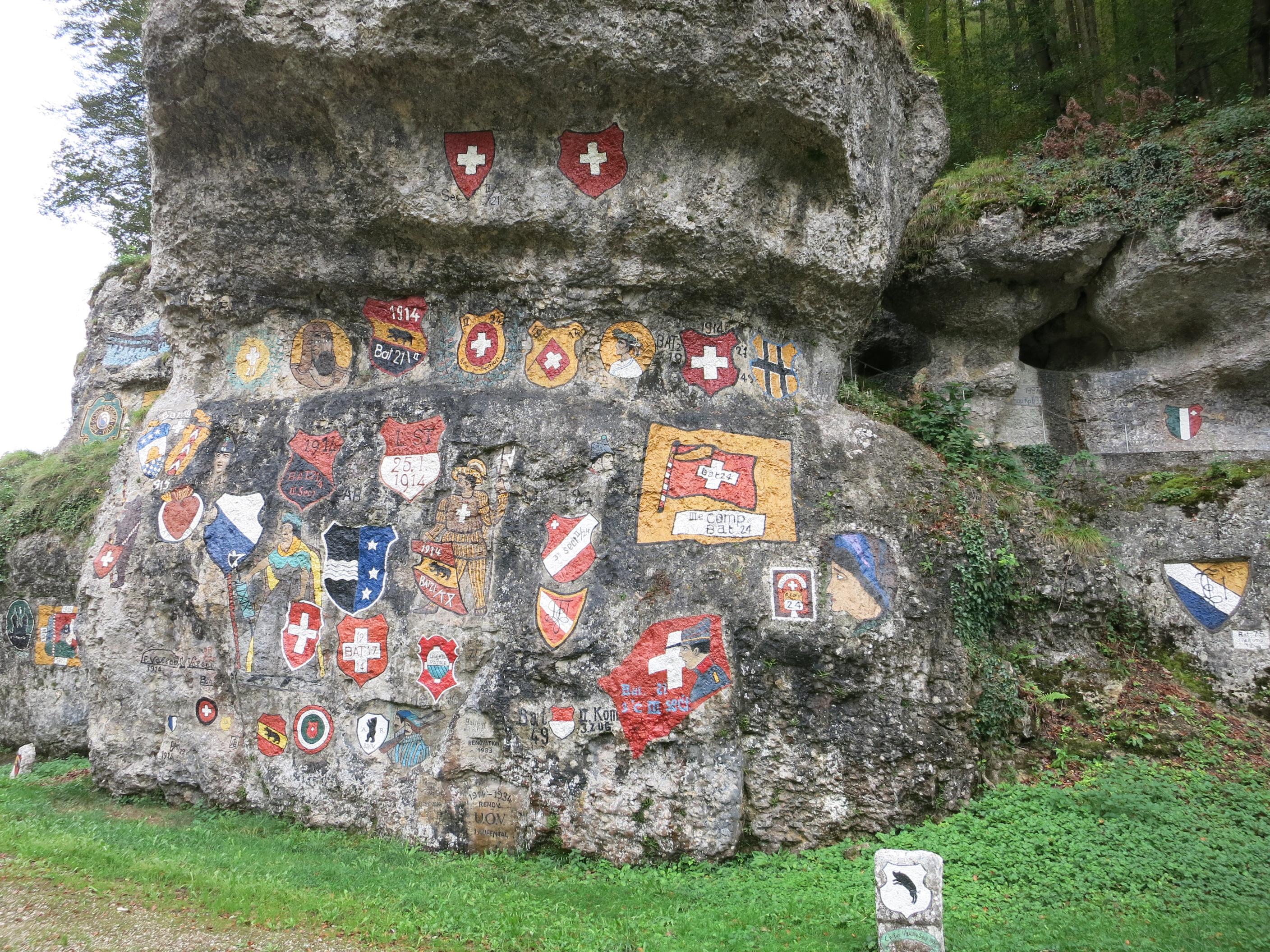
Wappenfelsen im Chessiloch

Das «Chessiloch» ist berühmt für die sogenannten Wappenfelsen. Während des Ersten Weltkrieges wurden die beiden strategisch wichtigen Eisenbahnbrücken über die Birs vom Militär bewacht. Irgendwann hat ein Soldat begonnen das Wappen seiner Einheit auf die Felsen zu malen. Mit der Zeit haben es ihm andere gleichgetan und so eine einmalige Anlage geschaffen, die heute ein militärhistorisches Denkmal und beliebtes Naherholungsziel in der Agglomeration Basel ist.
In der Frage des Kantonswechsels des Laufentals stimmte die Gemeinde sowohl 1983 als auch 1989 dem Beitritt zum Kanton Basel-Landschaft zu. Der Wechsel erfolgte 1994.

## Wappen
Das Ortswappen wurde 1911 vom Heraldiker Türler geschaffen. Offiziell angenommen wurde es erst an der Gemeindeversammlung vom 4. Juni 1946. Der rote Baselstab (Bischofsstab) weist auf das Fürstbistum Basel hin; die linke Schildhälfte enthält das Wappen der alten Herrschaft Pfeffingen mit gewechselten Farben.

## Politik
Politisch wird die Gemeinde von einem siebenköpfigen Gremium, dem Gemeinderat, geleitet. Gemeindepräsident ist Peter Pflugi (parteilos, Stand 2025).
Bei den Schweizer Parlamentswahlen 2023 betrugen die Wähleranteile in Grellingen: SVP 37,8 % (2019 32,8 %), Mitte 19,6 % (16,6 %), SP 19,5 % (20,5 %), FDP 9,1 % (13,0 %), Grüne 7,2 % (12,3 %), glp 2,3 % (2,6 %), EVP 1,7 % (2,1 %), EDU 0,5 % (–).

## Verkehr

### Öffentlicher Nahverkehr
Der Ort Grellingen liegt an der Jurabahn und wird von der Linie S 3 der S-Bahn Basel im Halbstundentakt bedient. In den Hauptverkehrszeiten gibt es Zusatzzüge zwischen Basel und Delémont, und in den Wochenendnächten verkehren Nacht-S-Bahnen.
- S 3  (Porrentruy – Delémont –) Laufen – Grellingen – Aesch – Dornach-Arlesheim – Basel SBB – Pratteln – Liestal – Gelterkinden – Olten

Zwei von Postauto betriebene Buslinien verbinden den Grellinger Bahnhof mit den umliegenden Dörfern:
- 116 Grellingen – Seewen (weiter als 67 nach Hochwald – Gempen – Dornach)
- 117 Grellingen – Himmelried – Nunningen

In Grellingen besteht heute bereits ein kurzer zweigleisiger Ausweichabschnitt auf dem ansonsten eingleisigen Jurabahn-Abschnitt Aesch – Delémont. Dieser wird in den nächsten Jahren in beide Richtungen erweitert, um den Halbstundentakt auf der InterCity-Linie 51 zwischen Basel und Biel einführen zu können. Im gleichen Zug werden die Bahnübergänge erneuert.

### Individualverkehr
Der Eggfluetunnel wurde von 1991 bis 1999 erbaut, um die durch Grellingen führende H18 zu entlasten, und entsprechend hat der Transitverkehr seither stark abgenommen. Über die H18 ist auch die nächste Autobahn, die A18 in Aesch, erreichbar.

## Persönlichkeiten
- Ernst Martz (* 1879 in Grellingen; † 1959 in Arlesheim), Chemiker und Unternehmer
- Hans Martz (* 1888 in Grellingen; † 1954 in Riehen), Arzt und Reformierer des Krankenpflegewesens in der Schweiz